# Линтварёв, Георгий Михайлович
Георгий Михайлович Линтварёв (1865—1943) — пианист, земский деятель, депутат Государственной думы I созыва от Харьковской губернии.

## Биография

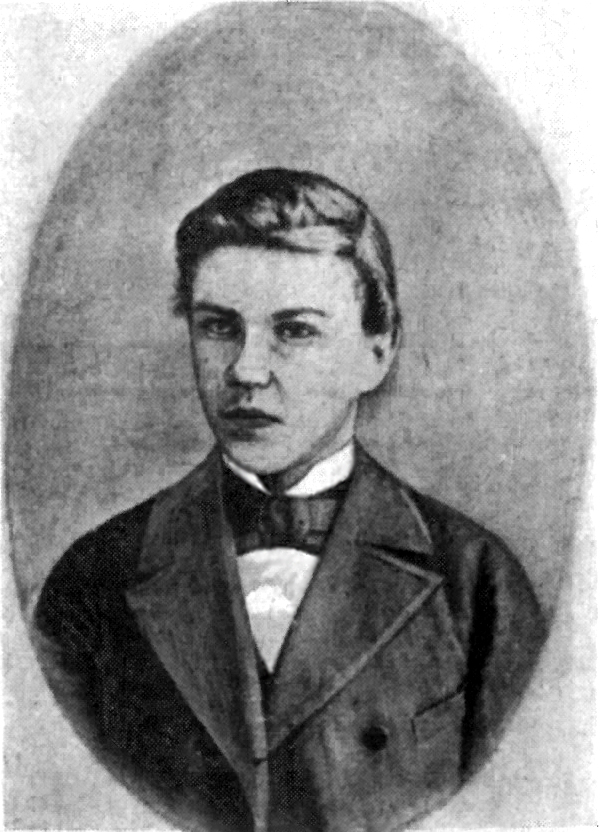
Жорж Линтварёв в молодости

Русский дворянин. Выпускник Сумского реального училища. Затем окончил Харьковское музыкальное училище. Вольнослушатель Харьковского университета. Учился в Петербургской консерватории, но в связи с болезнью не окончил её. Поступил вольноопределяющимся в Сумской гусарский полк, вышел в запас рядовым. В начале 1890-х годов жил в Париже и Женеве, занимался музыкой, слушал лекции в Сорбонне.

### Знакомство в А. П. Чеховым

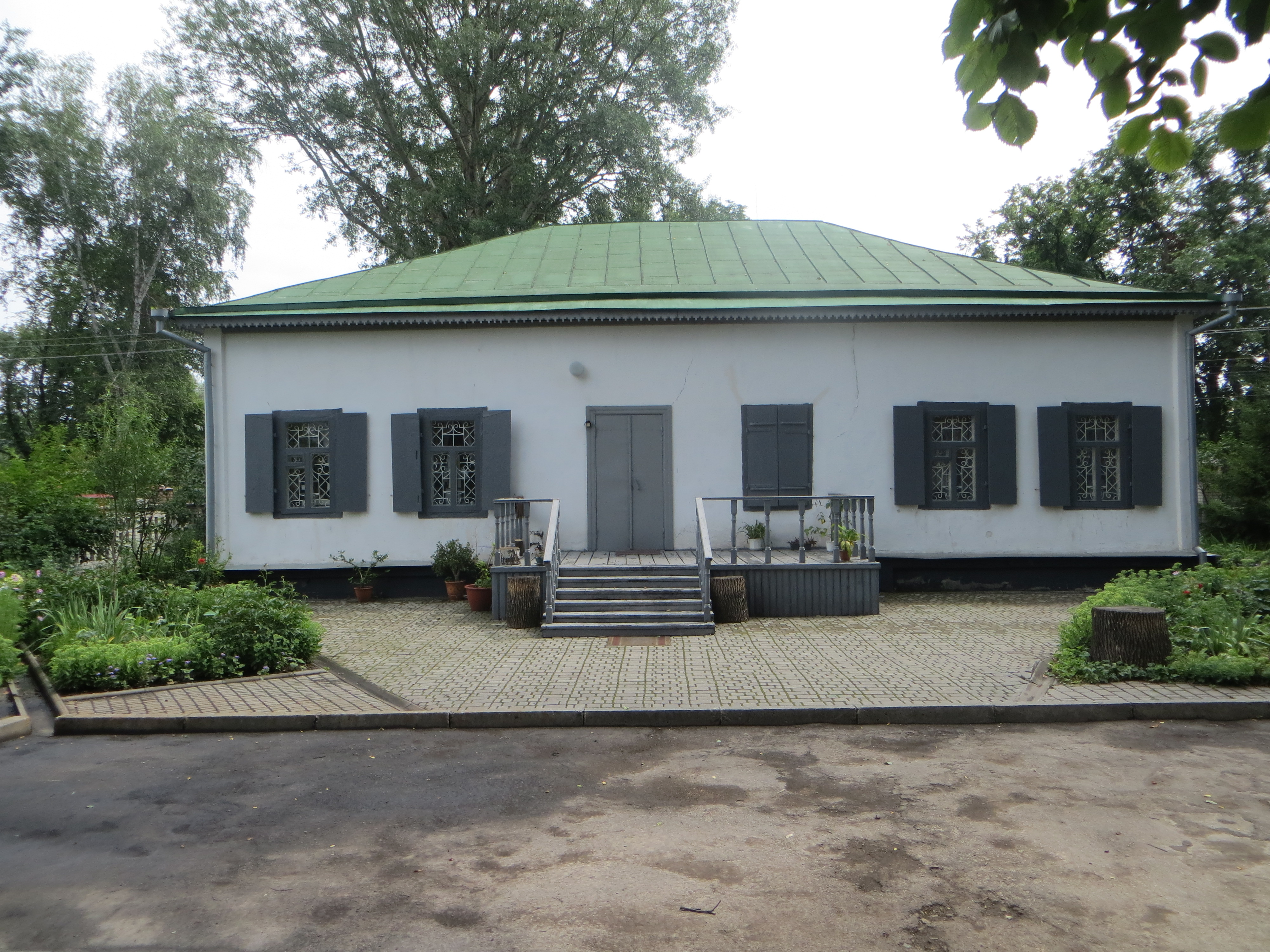
Флигель Чехова в усадьбе на Луке (парковый фасад)

А. П. Чехов снимал флигель «Лука» в усадьбе Линтварёвых в 1888, 1889 и 1894 годах. Жили в Луке и другие члены семьи Чеховых. Летом 1889 умер в Луке и похоронен на Лучанском кладбище брат Чехова, художник Н. П. Чехов (1858—1889 гг.). Знакомство Г. М. Линтварёва с Чеховым относится к 1888 году. В письме (май 1888) Чехов, перечисляя жителей именья, пишет о нём: «Жорж, великолепно играющий на рояле, добродушный парень».
Осенью того же года Линтварёв появляется в Санкт-Петербурге, где Чехов пытается помочь устроить его судьбу. Он пишет сестре Георгия Е. М. Линтварёвой: «Два слова о Вашем пианисте; если он в Питере займётся делом, то из него выйдет большой толк»:45. 13 ноября 1888 г. Чехов справляется у А. Н. Плещеева: «Где Жорж Линтварёв? Что он делает?»:68. Затем снова Е. М. Линтварёвой (23.11.1888): «Плещеев пишет, что Ваш композитор работает»:76. В следующем письме Е. М. Линтварёвой (конец декабря 1888): «В Питере я многократно виделся с Вашим братом […}. Живётся ему не скучно. он работает. Говорил я о нём с композитором Чайковским. Последний хочет познакомиться с ним и, вероятно, уже познакомился»:117. Состоялось ли это знакомство неизвестно, потому что Плещеев несколько позже писал Чехову: «Предложил ему ехать к Рубинштейну, но он не хочет, что-то страшится»:334.
Со временем отношение Чехова сменилось на более ироничное. Он зовёт его «Жоржинька», «великий пианист»:90, «композитор»:223 и т. п., «В Петербурге бездельничает Жорж Линтварёв» (в письме М. П. Чеховой от 14 января 1890):9. «Жоржик не имеет определённых планов и, по всей вероятности, останется на зиму дома. В этом юноше я могу понять только то, что он любит музыку, несомненно талантлив и хороший, добрый человек. В остальном же прочем я его не понимаю. На что он употребит свою энергию и любовь, неизвестно. Быть может истратит всё на порывы, на отдельные вспышки и этим ограничится»:239. Но не только несобранность и отсутствие ясной цели в жизни настораживали в Линтварёве, беспокойство Чехова связано и с тем, что в Георгия Линтварёва была влюблена единственная сестра писателя, Мария Павловна.

### Работа в земстве
- С 1895 делопроизводитель одного из отделов Харьковской губернской земской управы.
- С 1898 гласный Харьковского губернского и Сумского уездного земских собраний.
- С 1899 член Харьковской губернской земской управы. Занимался статистикой.

Член правления Крестьянского поземельного банка от земства. Член ревизионной комиссии губернского земства. Вошёл в «Союз освобождения». Участник земских съездов 1904—1905. Член Конституционно-демократической партии. Землевладелец Сумского уезда Харьковской губернии.

### Политическая деятельность
26 марта 1906 избран в Государственную думу I созыва Харьковским губернским избирательным собранием от общего состава выборщиков. Вошёл в Конституционно-демократическую фракцию. Член Продовольственной комиссии. Подписал законопроект «О гражданском равенстве». Совместно с М. Д. Деларю и И. А. Оранским выступил с заявлением о препятствиях, чинимых в общении избирателей со своими депутатами.
10 июля 1906 года в г. Выборге подписал «Выборгское воззвание» и осуждён по ст. 129, ч. 1, п. п. 51 и 3 Уголовного Уложения, приговорён к 3 месяцам тюрьмы и лишён права баллотироваться на любые выборные должности.

### После революции
После октября 1917 остался в советской России. 15 июля 1926, через два дня после ареста князя Павла Долгорукова, был также арестован (одновременно с другим «выборжцем» В. Н. Радаковым и депутатом 2-й Думы Н. Н. Познанским) и привлечён к следствию по делу Долгорукова, но через 2 недели освобождён.

## Семья
- Мать — Александра Васильевна (урождённая Розальон-Сошальская[7], 1833—1909)[8]
- Первая жена — Наталья Дмитриевна Линтварёва[9], урождённая ?
  - Сын — Михаил (10 марта—27 июня 1897), скончался младенцем 3-х месяцев отроду[9].
- Вторая жена — Оксана Васильевна Линтварёва, урождённая Бекарюкова, 26 июня 1883—31 мая 1969)[9]
  - Дочь — Ксения (Оксана) Георгиевна, в замужестве Чикаленко (1908—2008)[9], замужем за Львом Чикаленко
- Брат — Павел Михайлович (1861—1911)[10] — земский деятель[b], его жена — Антонина Фёдоровна (Фокинична) Линтварёва, урождённая Бурлей (1 марта 1861—?), дворянка г. Херсона[13].
- Сёстры — Зинаида Михайловна (1857—1891)[8] — врач, А. П. Чехов написал её некролог[14].

Елена Михайловна (1859—1922) — врач.
Наталья Михайловна (1863—1943) — учительница.